# Умраніє
Умраніє  (тур. Ümraniye) — робітничий район провінції Стамбул (Туреччина). Розташований в анатолійській частині Стамбула, з населенням 650,000 осіб. Здобув статус району в 1987 році, відокремившись від Ускюдара, пізніше в тому ж році ряд територій був відділено від району Бейкоз і приєднано до новоствореного району Умраніє. Район має поділ на сім муніципалітетів: власне Тузла, Чекмекой, Саригазі, Йенидоган, Ташделен (раніше Султанчифтліджі), Адемдар (раніше Алемдаг) і Омерлі.
Обмежений: Шиле на північному сході, Картал на південному сході, на півдні Кадикей, на заході Ускюдар і на північному заході Бейкоз.

## Історія
Умраніє виник як присілок з населенням близько 900 осіб в 1950-і роки. Населення району різко збільшилася в 1970-і і 1980-і роки через міграцію населення з сільських районів Анатолії. Однак у порівнянні з іншими районами Стамбула, що також зазнали істотне зростання населення в цей період, Умраніє має меншу щільність населення, і, тим самим, ширші дороги і великі відстані між будинками. Був побудований великий торговий квартал, а також створена у достатній кількості інфраструктура, що забезпечує потреби населення.